# Henschel 502
Mit der internen Bezeichnung 502 bezeichnete der Hersteller Henschel-Werke eine Lkw-Baureihe in Hauben-Ausführung, die auf der IAA 1961 vorgestellt wurde. Diese Baureihe hatte viele Baugruppen mit der Frontlenkerversion 503 gemeinsam. Bei Fahrzeugen mit nur einer Antriebsachse waren die runden Scheinwerfer oberhalb der Stoßstange angebracht, bei den Fahrzeugen mit mehr Antriebsachsen in der Stoßstange. Ab Herbst 1963 bekam diese Stoßstange abgerundete Ecken. 1964 erhielt das Dach eine aufklappbare Luke und bei den Allradmodellen entfielen die Seitenblenden für die Kotflügelausschnitte. 1969 ersetzte der Hanomag-Henschel-Schriftzug Henschel-Schriftzug und -Stern.

## Typen

### HS 16 H
Als erstes war die Haubenkipper HS 16 HK mit einer angetriebenen Achse sowie der Allradkipper HS 16 HAK erhältlich, 1962 folgte die Sattelzugmaschine HS 16 HS und 1963 die Allradsattelzugmaschine HS 16 HAS. Alle hatten einen Radstand von 4.350 mm und die Kipper eine Kippbrücke mit 4.000 mm Länge. Ende 1962 wurden bei den nicht Allradvarianten die Trilex-Stahlgussräder durch Stahlscheibenräder ersetzt.
Mitte 1964 wurde nur beim HS 16 HK der Radstand auf 4.600 mm und die Länge der Kippbrücke auf 4.200 mm verlängert.
Ende 1965 wurde die Motorleistung des Reihensechszylinders von 192 auf 210 PS erhöht.
1967 entfiel die Sattelzugmaschine.

### HS 14/15 H
Der Haubenkipper HS 14 HK wurde nur von Herbst 1961 bis Anfang 1963 angeboten, den Haubenkipper HS 15 HK gab es von 1962 bis 1967.
Analog zum HS 16 HK betrug der Radstand 4.350 mm und die Kippbrücke war 4.000 mm lang.
Beim HS 14 HK betrug das zulässige Gesamtgewicht 14,2 Tonnen, beim HS 15 HK 15 Tonnen.
Es gab auch eine Allradvariante mit identischen Maßen. Hier betrug das zulässige Gesamtgewicht anfangs 14,5 t, ab Frühjahr 1962 14,9. Die Typbezeichnung änderte sich dadurch von HS 14 HAK auf HS 15 HAK. Ab 1963 gab es zusätzlich die Allradsattelzugmaschine HS 15 HAS.
Die Motorleistung des Reihensechszylinders betrug beim HS 14 H 170 PS und beim HS 15 H 180 PS.
1967 wurde der HS 15 H aus dem Verkaufsprogramm genommen.

### HS 19 H
Für den Export gab es auch eine Variante mit 19 Tonnen zulässigem Gesamtgewicht, welche ab März 1963 auch im Inland angeboten wurde.
Neben der Versionen als Kipper und Sattelzugmaschine war der HS 19 H der einzige der auch als Pritschenwagen angeboten wurde. Der HS 19 HL kam auf eine Gesamtlänge von 9 Metern, verfügte über eine 6 Meter lange Pritsche bei einem Radstand von 5.600 mm. Er war als einziger auch mit ungeteilter Frontscheibe erhältlich.
Kipper und Sattelzugmaschine hatten einen Radstand von 4.350 mm, die Kippbrücke des Kippers war 4.200 mm lang.
Während es den Kipper von Anfang an auch als Allradvariante gab, folgte die Allradsattelzugmaschine erst Ende 1964.

### HS 22 HAK-192
Auf der IAA 1963 präsentierte Henschel mit dem HS 22 HAK-192 die erste Dreiachsvariante der Haubenbaureihe 502.
Die Bezeichnung wurde gewählt, da Henschel parallel noch den Kurzhaubermodell HS 22 HAK mit 150 PS anbot.
Der Haubenallradkipper hatte einen Radstand von 3.705 + 1.310 mm. Die Kippbrücke aus Holz war 450 cm lang, 230 cm lang und 60 cm hoch.

### HS 26 H
1964 kam der 4 Tonnen schwere HS 26 H hinzu, den es sowohl mit Hinterachsantrieb als HS 26 HK als auch mit Allradantrieb als HS 26 HAK gab.
Die Maße waren zum HS 22 HAK-192 identisch, jedoch war die Kippbrücke aus Stahl und 80 cm hoch.

### H 151 AK
1967 löste der H 151 AK den HS 14 HAK ab. Er erhielt den neuen Reihensechszylinder mit 11.943 ccm Hubraum und 186 PS aus der neuen Frontlenkerbaureihe 504. 1969 wurde er aus dem Programm genommen.

### H 161/191/221/261
1967 traten H 161 und H 191 die Nachfolge von HS 16 H und HS 19 H sowie H 221 AK und H 261 von HS 22 HAK und HS 16 H an. Neben der geänderten Bezeichnung kamen auch hier der neue Reihensechszylinder mit 11.943 ccm Hubraum aus der Frontlenkerbaureihe 504 zum Einsatz, der anfangs 230 PS und ab Herbst 1969 240 PS leistete. Angeboten wurden neben H 161 und 191 als Kipper, Allradkipper, Sattelzugmaschine und Allradsattelzugmaschine der Pritschenwagen H 191 L. Den H 221 gab es nur als Allradkipper, den H 261 als Kipper oder Allradkipper. Der H 261 war auch mit einem Radstand von 4.145 + 1.310 mm und einer 5 Meter langen Kippbrücke erhältlich.